# Campeonato Mundial de Atletismo de 2017 - Revezamento 4x400 m feminino
A competição dos 4 x 400 metros estafetas feminino no Campeonato Mundial de Atletismo de 2017 foi realizada no Estádio Olímpico de Londres nos dias 12 e 13 de agosto. Os Estados Unidos levaram a medalha de ouro. 

## Recordes
Antes da competição, os recordes eram os seguintes:
| Recorde mundial                               | Tatyana Ledovskaya, Olga Nazarova · Mariya Kulchunova, Olga Bryzgina (URS)             | 3:15.17 | Seul, Coreia do Sul     | 1 de outubro de 1988   |
| Recorde do campeonato                         | Gwen Torrence, Maicel Malone-Wallace · Natasha Kaiser-Brown, Jearl Miles Clark (USA)   | 3:16.71 | Estugarda, Alemanha     | 22 de agosto de 1993   |
| Melhor marca do ano                           | Makenzie Dunmore, Deajah Stevens · Elexis Guster, Raevyn Rogers (USA)                  | 3:23.13 | Eugene, Estados Unidos  | 10 de junho de 2017    |
| Recorde africano                              | Olabisi Afolabi, Fatima Yusuf · Charity Opara, Falilat Ogunkoya (NGA)                  | 3:21.04 | Atlanta, Estados Unidos | 3 de agosto de 1996    |
| Recorde asiático                              | An Xiaohong, Bai Xiaoyun · Cao Chunying, Ma Yuqin (CHN)                                | 3:24.28 | Pequim, China           | 13 de setembro de 1993 |
| Recorde da América do Norte, Central e Caribe | Denean Howard-Hill, Diane Dixon · Valerie Brisco-Hooks, Florence Griffith-Joyner (USA) | 3:15.51 | Coreia do Sul, Canada   | 22 de julho de 2015    |
| Recorde sul-americano                         | Geisa Aparecida Coutinho, Bárbara de Oliveira · Joelma Sousa, Jailma de Lima (BRA)     | 3:26.68 | São Paulo, Brasil       | 7 de agosto de 2011    |
| Recorde europeu                               | Tatyana Ledovskaya, Olga Nazarova · Mariya Kulchunova, Olga Bryzgina (URS)             | 3:15.17 | Seul, Coreia do Sul     | 1 de outubro de 1988   |
| Recorde da Oceania                            | Nova Peris, Tamsyn Manou · Melinda Gainsford-Taylor, Cathy Freeman (AUS)               | 3:23.81 | Sydney, Austrália       | 30 de setembro de 2000 |

Os seguintes recordes foram estabelecidos durante esta competição: 
| Recorde             | Tempo   | Atletas                                                        | Nacionalidade  | Data                 |
| ------------------- | ------- | -------------------------------------------------------------- | -------------- | -------------------- |
| Melhor marca do ano | 3:21.66 | Quanera Hayes, Kendall Ellis Shakima Wimbley, Natasha Hastings | Estados Unidos | 12 de agosto de 2017 |
| Melhor marca do ano | 3:19.02 | Quanera Hayes, Allyson Felix Shakima Wimbley, Phyllis Francis  | Estados Unidos | 13 de agosto de 2017 |

## Medalhistas
| Ouro | Prata                                                                                            | Bronze |
| Estados Unidos · Quanera Hayes · Allyson Felix · Shakima Wimbley · Phyllis Francis · Kendall Ellis · Natasha Hastings | Grã-Bretanha · Zoey Clark · Laviai Nielsen · Eilidh Doyle · Emily Diamond · Perri Shakes-Drayton | Polónia · Małgorzata Hołub · Iga Baumgart · Aleksandra Gaworska · Justyna Święty · Patrycja Wyciszkiewicz · Martyna Dąbrowska |

## Calendário
| Data                 | Horário | Fase          |
| -------------------- | ------- | ------------- |
| 12 de agosto de 2017 | 11:20   | Eliminatórias |
| 13 de agosto de 2017 | 20:55   | Final         |

Todos os horários estão no horário local (UTC+1)

## Resultados

### Eliminatórias
Qualificação: Três primeiros de cada bateria (Q) e os dois melhores tempos (q) 
| Pos. | Série | Raia | Nacionalidade  | Atletas                                                                                | Tempo   | Notas                |
| ---- | ----- | ---- | -------------- | -------------------------------------------------------------------------------------- | ------- | -------------------- |
| 1    | 1     | 3    | Estados Unidos | Quanera Hayes, Kendall Ellis, Shakima Wimbley, Natasha Hastings                        | 3:21.66 | Q,                   |
| 2    | 2     | 8    | Jamaica        | Anastasia Le-Roy, Anneisha McLaughlin-Whilby, Chrisann Gordon, Stephenie Ann McPherson | 3:23.64 | Q,                   |
| 3    | 1     | 4    | Grã-Bretanha   | Zoey Clark, Laviai Nielsen, Perri Shakes-Drayton, Emily Diamond                        | 3:24.74 | Q,                   |
| 4    | 2     | 6    | Nigéria        | Patience Okon George, Glory Onome Nathaniel, Emerald Egwim, Yinka Ajayi                | 3:25.40 | Q,                   |
| 5    | 2     | 9    | Alemanha       | Ruth Spelmeyer, Nadine Gonska, Svea Köhrbrück, Laura Müller                            | 3:26.24 | Q,                   |
| 6    | 2     | 9    | Polónia        | Małgorzata Hołub, Patrycja Wyciszkiewicz, Martyna Dąbrowska, Iga Baumgart              | 3:26.47 | q,                   |
| 7    | 1     | 5    | Botswana       | Christine Botlogetswe, Lydia Jele, Galefele Moroko, Amantle Montsho                    | 3:26.90 | Q,                   |
| 8    | 1     | 6    | França         | Déborah Sananes, Estelle Perrossier, Agnès Raharolahy, Elea-Mariama Diarra             | 3:27.59 | q,                   |
| 9    | 2     | 7    | Itália         | Maria Benedicta Chigbolu, Maria Enrica Spacca, Libania Grenot, Ayomide Folorunso       | 3:27.81 | Recorde da temporada |
| 10   | 2     | 5    | Austrália      | Anneliese Rubie, Ella Connolly, Lauren Wells, Morgan Mitchell                          | 3:28.02 | Recorde da temporada |
| 11   | 1     | 3    | Canadá         | Carline Muir, Aiyanna Stiverne, Travia Jones, Natassha McDonald                        | 3:28.47 | Recorde da temporada |
| 12   | 2     | 8    | Ucrânia        | Kateryna Klymiuk, Olha Bibik, Tetyana Melnyk, Anastasiya Bryzhina                      | 3:31.84 |                      |
| 13   | 2     | 7    | África do Sul  | Justine Palframan, Gena Löfstrand, Ariane Nel, Wenda Nel                               | 3:37.82 | Recorde da temporada |
| 14   | 1     | 2    | Bahamas        | Lanece Clarke, Christine Amertil, Anthonique Strachan, Shaquania Dorsett               | DNF     |                      |
| 15   | 1     | 2    | Índia          | Jisna Mathew, M. R. Poovamma, Anilda Thomas, Nirmala Sheoran                           | DSQ     | R 163.3 (a)          |
| 16   | 1     | 5    | Países Baixos  | Madiea Ghafoor, Lisanne de Witte, Laura de Witte, Eva Hovenkamp                        | DSQ     | R 170.6 (c)          |

### Final
A final da prova ocorreu dia 13 de agosto às 20:55. 
| Pos.              | Raia | Nacionalidade  | Atletas                                                                               | Tempo   | Notas                |
| ----------------- | ---- | -------------- | ------------------------------------------------------------------------------------- | ------- | -------------------- |
| Medalha de ouro   | 4    | Estados Unidos | Quanera Hayes, Allyson Felix, Shakima Wimbley, Phyllis Francis                        | 3:19.02 | Melhor marca do ano  |
| Medalha de prata  | 5    | Grã-Bretanha   | Zoey Clark, Laviai Nielsen, Eilidh Doyle, Emily Diamond                               | 3:25.00 |                      |
| Medalha de bronze | 3    | Polónia        | Małgorzata Hołub, Iga Baumgart, Aleksandra Gaworska, Justyna Święty                   | 3:25.41 | Recorde da temporada |
| 4                 | 2    | França         | Estelle Perrossier, Déborah Sananes, Agnès Raharolahy, Elea-Mariama Diarra            | 3:26.56 | Recorde da temporada |
| 5                 | 7    | Nigéria        | Patience Okon George, Abike Funmilola Egbeniyi, Glory Onome Nathaniel, Yinka Ajayi    | 3:26.72 |                      |
| 6                 | 9    | Alemanha       | Ruth Spelmeyer, Laura Müller, Nadine Gonska, Hannah Mergenthaler                      | 3:27.45 |                      |
| 7                 | 8    | Botswana       | Christine Botlogetswe, Lydia Jele, Galefele Moroko, Amantle Montsho                   | 3:28.00 |                      |
| 8                 | 6    | Jamaica        | Chrisann Gordon, Anneisha McLaughlin-Whilby, Shericka Jackson, Novlene Williams-Mills | DNF     |                      |

Legenda
| Recorde mundial       | Recorde mundial (World record)               |                       | Recorde africano                      | Recorde africano (African) |                                           | Q | Classificado por posição (Qualified) |
| Recorde do campeonato | Recorde do campeonato (Championship record)  | Recorde da América    | Recorde da América (Americas)         | q                          | Classificado por melhor tempo (Qualified) |   |                                      |
| Melhor marca do ano   | Melhor marca do ano (World leading)          | Recorde asiático      | Recorde asiático (Asian)              | DNS                        | Não largou (Did not start)                |   |                                      |
| Recorde nacional      | Recorde nacional (National record)           | Recorde europeu       | Recorde europeu (European)            | DNF                        | Não terminou (Did not finish)             |   |                                      |
| Recorde pessoal       | Recorde pessoal do atleta (Personal best)    | Recorde da Oceania    | Recorde da Oceania (Oceania)          | DSQ / DQ                   | Desclassificado (Disqualified)            |   |                                      |
| Recorde da temporada  | Recorde da temporada do atleta (Season best) | Recorde sul-americano | Recorde sul-americano (South America) | NM                         | Sem marca (No mark)                       |   |                                      |